# Biserici de lemn din Sălaj

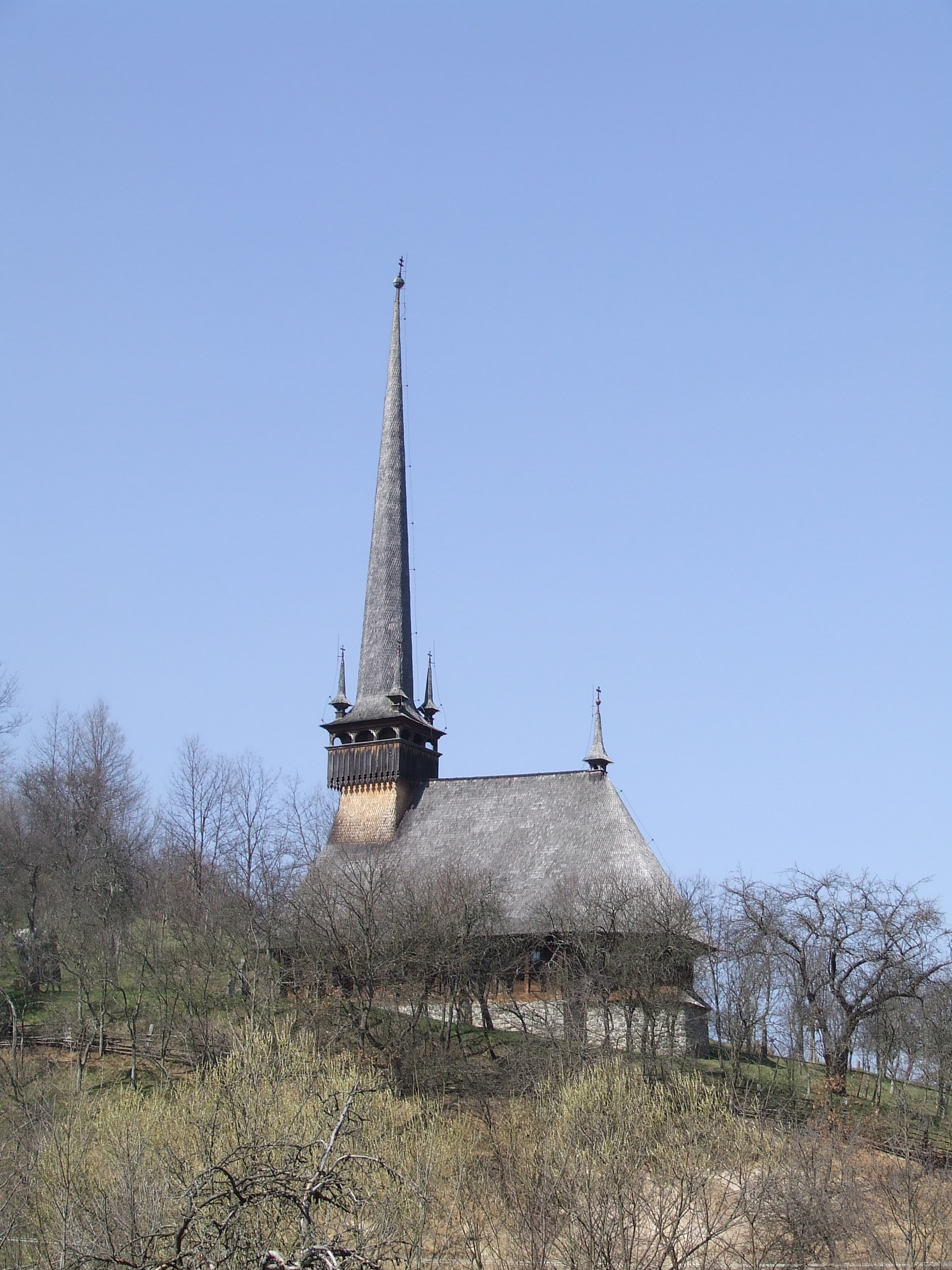
Biserica de lemn din Fildu de Sus, 1727, renumită pentru fleșa sa ascuțită, acoperișul înalt și pictura murală interioară bine păstrată.

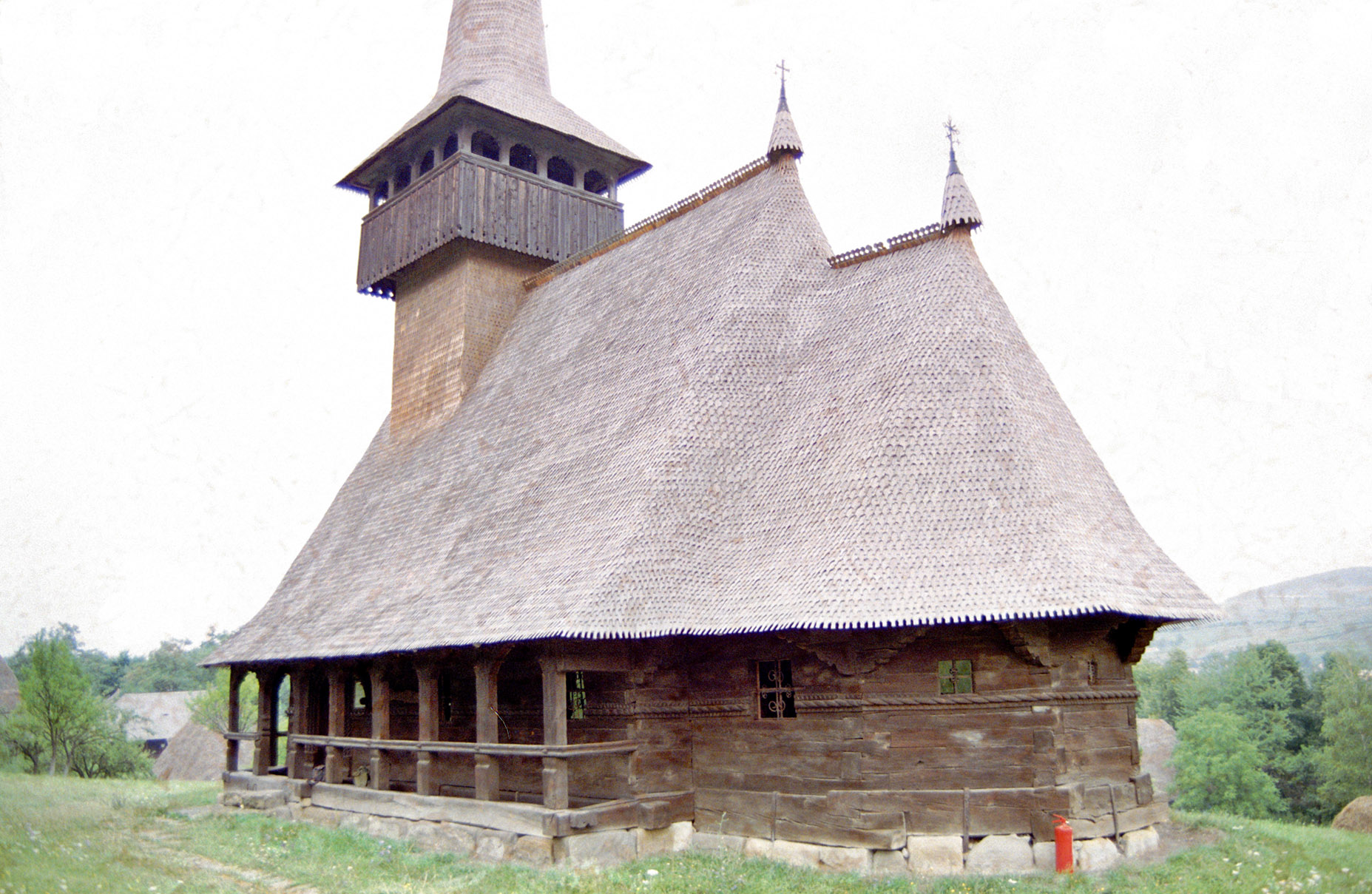
Biserica de lemn din Cizer, 1773, semnată de meșterul Horea, conducător și martir al răscoalei de la 1784

Biserica de lemn din Criştelec, 1785, unul din numeroasele lăcașuri pierdute în decursul secolului trecut.

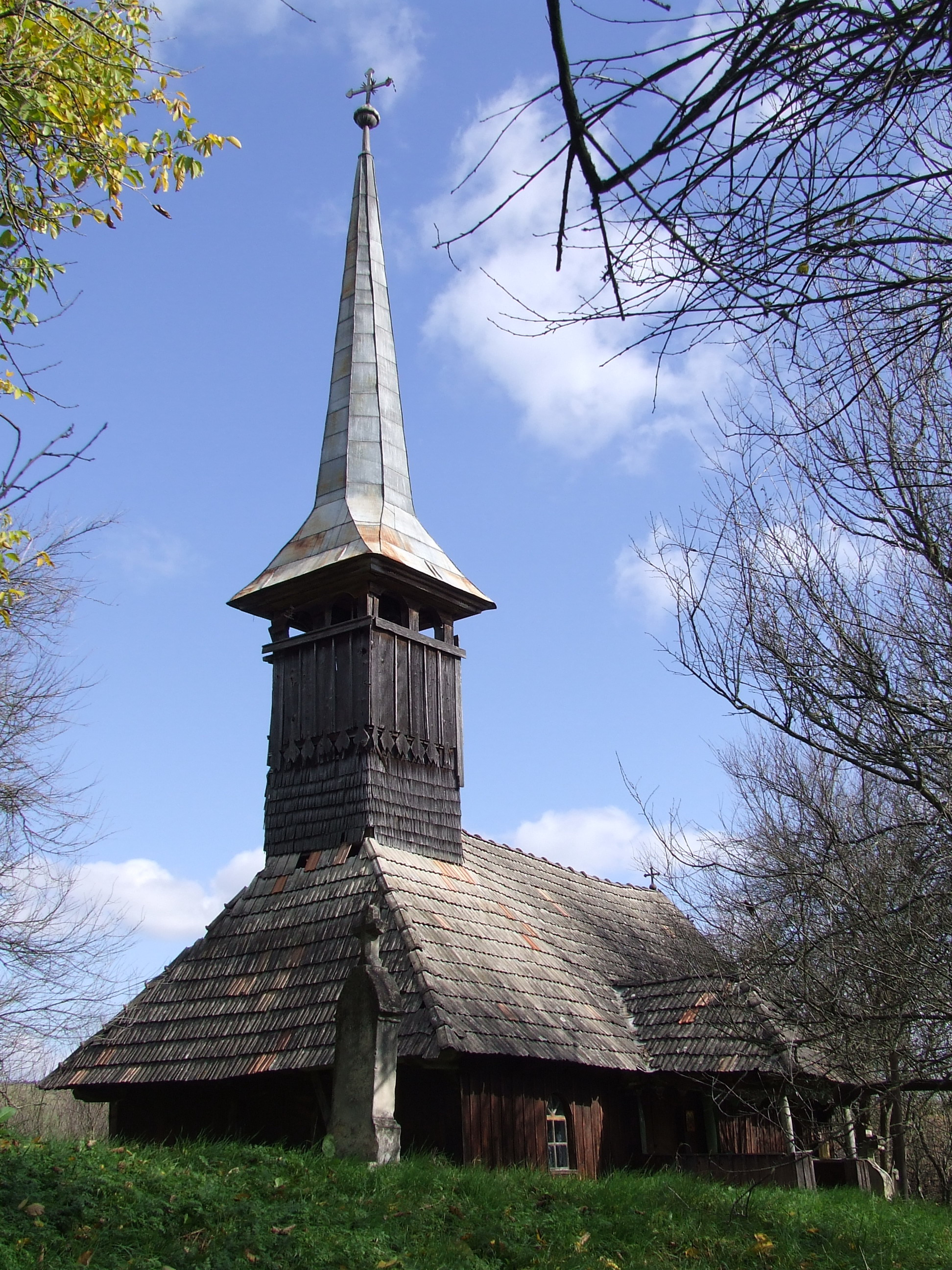
Biserica de lemn din Mierţa, 1857, împreună cu alte 14 vechi biserici de lemn sălăjene, nu este protejată de lege.

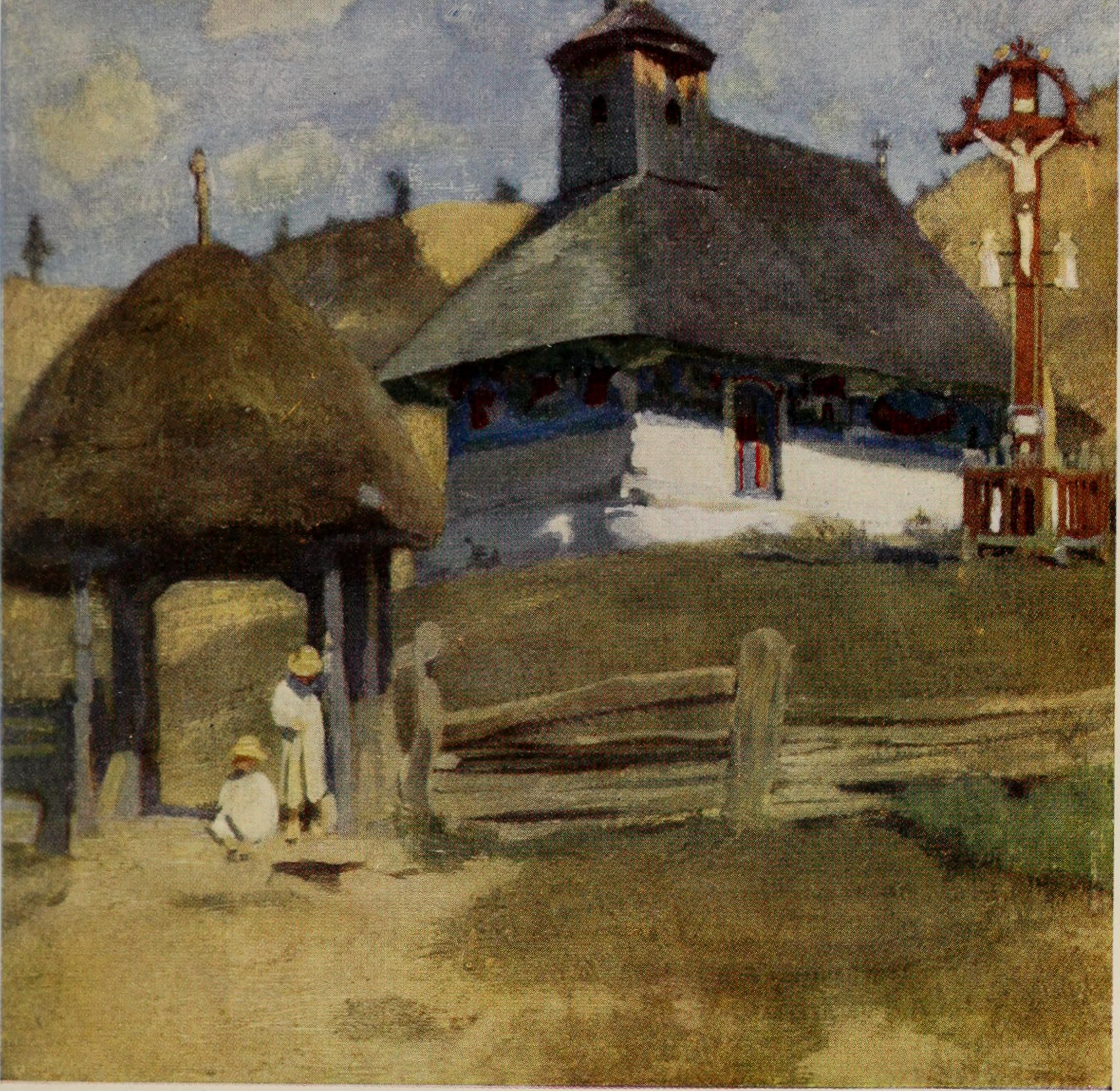
Biserica de lemn din Brâglez, 1721, surprinsă de pictorul englez Adrian Scott Stokes în anul 1906. Pictura murală exterioară era una dintre trăsăturile caracteristice ale bisericilor din Sălaj.

Bisericile de lemn din Sălaj fac parte din grupul de biserici de lemn din Transilvania și din familia de biserici de lemn românești. În satele Sălajului sau de pe aceste meleaguri se mai păstrează 92 de biserici de lemn, dintre care 68 au statutul de monument istoric în județ iar 9 sunt monumente salvate și păstrate în alte părți. Vechimea lor se întinde de la mijlocul secolului 16 până spre sfârșitul secolului 19, cele mai multe fiind ridicate în secolul 18. Pentru această regiune, bisericile de lemn constituie unul dintre cele mai distincte elemente de identitate, Sălajul asumându-și astăzi numele de "județul bisericilor de lemn".

## Documentare
Cercetătorii maghiari au fost cei dintâi care au evidențiat valoarea bisericilor de lemn din Sălaj. János Ferencz Fetzer a scris primul studiu în 1896, în binecunoscuta revistă de arheologie a Academiei Maghiare: Archaeologiai Értesitö. Fetzer ne-a lăsat printre altele singurele descrieri ale bisericilor de lemn din Bănișor și Sâg, puțin înainte ca acestea să dispară. Asupra bisericilor de lemn din Sălaj revin frații László și Gábór Szinte în 1913, în revista de prestigiu a Muzeului Național din Budapesta: "Értesítöje". Seriozitatea acestora se poate remarca din releveele și fotografiile pe care le-au făcut pe teren. Materialele publicate sunt astăzi mărturii documentare unice privitoare la bisericile de lemn dispărute din Fildu de Jos, Fildu de Mijloc și Mesteacănu.
Intelectualul sălăjan Leontin Ghergariu este cel care pornește cercetarea în perioada interbelică, în arhiva sa personală adunând fotografii, schițe și însemnări din numeroase biserici de lemn ce aveau să dispară sub ochii săi în deceniile de dinainte și de după al doilea război mondial. El a lăsat în manuscris primul studiu monografic al bisericilor de lemn din Sălaj. În timpul vieții a publicat un studiu dedicat meșterilor de biserici din Sălaj, urmând firul inscripțiilor, unele dintre ele cunoscute numai din notele sale de teren. Un alt cercetător activ în perioada interbelică, și mult după aceea, a fost Atanasie Popa, care a documentat și publicat scurte articole despre câteva biserici de lemn din Sălajul actual. După 1964, Direcția Monumentelor Istorice a trimis în Sălaj pentru completarea listei monumentelor istorice, pe cercetătoarea Ioana Cristache-Panait, cea care a umblat neobosit în satele sălăjene, publicând mai multe studii valoroase despre bisericile de lemn de pe aceste meleaguri. În aceeași perioadă a studiat bisericile de lemn din partea de apus a Sălajului cercetătorul Ioan Godea. Cei doi își împart meritul de a publica primul repertoriu al bisericilor de lemn din Sălaj, apărut în 1978 prin grija Eparhiei Ortodoxe a Oradei. În deceniile din urmă au mai apărut studii monografice diverse ale unor biserici de lemn sau ale unor parohii, cu contribuții limitate. În 2008 a apărut prima carte dedicată în întregime bisericilor de lemn monumente istorice din județul Sălaj, ai cărei autori sunt preoții și intelectualii satelor în care aceste biserici se găsesc sau din care au fost transferate. Materialul ei este inegal, dar nu lipsit de informații inedite.
Bisericile de lemn din Sălaj s-au bucurat în timp de atenția unor cercetători de prestigiu, iar unele dintre bisericile de lemn de aici au intrat devreme în patrimoniul cultural românesc. Se disting îndeosebi bisericile de lemn din Cizer și Fildu de Sus, cele din Bălan Josani, Bulgari, Borza și multe altele. Este de regretat amânarea apariției volumului monografic a lui Leontin Ghergariu, astăzi unic în documentarea atâtor monumente dispărute. Bisericilor de lemn din Sălaj le lipsește încă un studiu aprofundat, bazat pe documentare amplă de teren și cercetare extensivă a surselor de arhivă, dens în informații, analize istorice și artistice actualizate. Un studiu dendrocronologic, asemănător celui efectuat în Maramureș, care să stabilească vechimea lăcașurilor fără inscripții de datare este un deziderat de viitor.

## Biserici de lemn sălăjene
Pe lista monumentelor istorice din judeșul Sălaj există 68 de biserici de lemn. La acestea se adaugă zece biserici de lemn salvate în afara Sălajului. În ultimii ani s-au făcut eforturi de a repara bisericile de lemn declarate monument istoric din Sălaj. Mai sunt totuși unele dintre ele neîngrijite și amenințate de degradare sau intervenții exagerate.
Au fost lăsate în afara listei monumentelor istorice și deci lipsite de orice protecție oficială un număr de 16 biserici nu mai puțin valoroase. Bisericile de lemn din Adalin, Bercea, Chechiș, Chendremal, Ciula, Ciureni, Cuciulat, Mierța, Măleni, Poiana Onții, Preluci, Rogna, Sântă Măria, Stoboru, Valea Loznei și Zalha sunt păstrate în virtutea utilității lor de lăcașe de cult. Dacă această funcțiune va fi preluată de o altă biserică, biserica de lemn riscă să dispară.
Numărul bisericilor de lemn a scăzut continuu în veacul trecut. Procesul înlocuirii lor cu cele de zid a început pe meleagurile sălăjene după 1850 și a culminat în prima jumătate a secolului 20. Este timpul ca procesul de distrugere a unui ansamblu semnificativ din patrimoniului cultural sălăjean să fie oprit definitiv, odată mai mult „în județul bisericilor de lemn”.
Lista celor 92 de biserici de lemn conservate (în aldin) completată cu 34 de biserici dispărute (în cursiv). Anii marcați în aldin indică datări certe. Celelalte datări sunt bazate pe inscripții, documente și tradiții locale. Acestea pot surprinde faze ulterioare sau pot fi greșit interpretate și de aceea nu sunt absolute. Acolo unde lipsesc anii încadrarea într-o anumită epocă este relativă.
| secolul 16 - 1547 Bulgari - 1558 Racâș | secolul 17 - 1630 Fildu de Jos - 1632 Sighetu Silvaniei - 1643 Zimbor - 1645 Baica - 1658 Gâlgău - 1660 Căpâlna - 1665 Letca, a iobagilor - 1689 Gostila - 1690 Bârsău Mare - 1695 Bălan Josani - Bălan Cricova - Șoimușeni - Vădurele - Ileanda - Negreni - Poarta Sălajului - Doba Mică - Românași - Sălățig - Boian | secolul 18 - 1700 Zalnoc - 1701 Brusturi - 1707 Măgura - 1707 Ciula - 1717 Hida - 1720 Dobrin - 1721 Brâglez - 1722 Aleuș - 1726 Ban - 1727 Fildu de Sus - 1727 Drighiu - 1730 Păușa - 1730 Moigrad - 1732 Nadiș - 1739 Prodănești - 1739 Chichișa - 1740 Glod - 1742 Mal - 1747 Bănișor - 1749 Horoatu Cehului - 1750 Pria - 1753 Domnin - 1754 Bezded - 1756 Jac - 1757 Peceiu - 1758 Borza - 1758 Bodia - 1759 Brebi - 1759 Bozieș - 1760 Sârbi - 1765 Cehei - 1768 Gălpâia - 1773 Cizer - 1776 Lazuri - 1778 Sânmihaiu Almașului - 1778 Stâna - 1780 Poiana Onții - 1780 Marin - 1781 Ulciug - 1785 Criștelec | secolul 18 - 1791 Stoboru - 1792 Porț - 1795 Stana - 1797 Chechiș - 1797 Cerișa - 1798 Buzaș - 1800 Bocșa - Cozniciu de Sus - Sub Cetate - Valcău de Sus - Valcău de Jos - Vârteșca - Creaca - Solomon - Var - Petrindu - Bozna - Tusa - Romita - Turbuța - Cubleșu - Mănăstirea Strâmba - Ciumărna - Derșida - Bârsa - Bocșița - Letca, a nobililor - Camăr - Chieșd - Sânpetru Almașului - Tămașa - Bobota - Chendrea - Mesteacănu - Adalin - Ciureni - Băbiu | secolul 19 - 1806 Dragu - 1810 Răstolțu Deșert - 1811 Fildu de Mijloc - 1813 Lozna - 1817 Fodora - 1821 Zalha - 1822 Voivodeni - 1828 Răstoci - 1832 Inău - 1840 Răstolț - 1842 Noțig - 1848 Husia - 1851 Chendremal - 1857 Mierța - 1857 Sântă Măria - 1862 Bercea - 1862 Piroșa - 1863 Poienița - 1864 Toplița - 1864 Sfăraș - 1870 Valea Loznei - 1875 Preluci - 1894 Solona - Cuciulat - Crișeni - Podișu - Purcăreț - Rogna - Mănăstirea Bălan |